# Buayanyup
Buayanyup – krótki strumień przybrzeżny w Australii, w południowo-zachodniej części stanu Australia Zachodnia. Ma 24 km długości. Wypływa w paśmie górskim Whicher Range. Uchodzi do Zatoki Geografa, około 10 km na zachód od miejscowości Busselton. Strumień posiada trzy dopływy: Dawson Gully, Ironstone Gully i jeden nienazwany.
Nazwa strumienia pochodzi z języka Aborygenów, ale jej znaczenie pozostaje nieznane. Po raz pierwszy została odnotowana przez geodetę w 1839 roku. Strumień pierwotnie był częścią złożonego systemu hydrologicznego. W latach 20. XX wieku został sztucznie przekierowany bezpośrednio do morza. W strumieniu występują cztery gatunki endemicznych ryb słodkowodnych: Galaxias occidentalis, Nannoperca vittata, Bostockia porosa i Galaxiella nigrostriata. W 2018 roku otwarto most nad strumieniem dla pseudopałanek z gatunku pseudopałanka zachodnia, który łączy dwie dotąd izolowane populacje gatunku i umożliwia swobodną migrację oraz krzyżowanie się osobników.